# Turisas2013
Turisas2013 is het vierde studioalbum van de Finse folkmetalband Turisas. Het album is uitgebracht op 21 augustus 2013.

## Tracklist
| Nr. | Titel                                       | Duur |
| --- | ------------------------------------------- | ---- |
| 1.  | For Your Own Good                           | 4:34 |
| 2.  | Ten More Miles                              | 4:16 |
| 3.  | Piece by Piece                              | 5:37 |
| 4.  | Into the Free                               | 3:50 |
| 5.  | Run Bhang-Eater, Run!                       | 4:43 |
| 6.  | Greek Fire                                  | 4:51 |
| 7.  | The Days Passed                             | 4:33 |
| 8.  | No Good Story Ever Starts with Drinking Tea | 2:51 |
| 9.  | We Ride Together                            | 6:33 |